# Leucania argentivena
Leucania argentivena är en fjärilsart som beskrevs av Calora 1966. Leucania argentivena ingår i släktet Leucania och familjen nattflyn. Inga underarter finns listade i Catalogue of Life.